# Ascidiophilus caphyraeformis
Ascidiophilus caphyraeformis is een krabbensoort uit de familie van de Dromiidae. De wetenschappelijke naam van de soort is voor het eerst geldig gepubliceerd in 1880 door Richters.